# ایالت لاگوس
ایالت لاگوس (به لاتین: Lagos State) یک ایالت در نیجریه است که در جنوب غربی این کشور واقع شده‌است.این ایالت کوچکترین ایالت نیجریه از نظر مساحت و مهم‌ترین ایالت کشور از نظر اقتصادی است که شامل شهر لاگوس، بزرگترین منطقه شهری کشور می‌باشد. این ایالت چنان مرکز اقتصادی بزرگ و تأثیرگذاری است که اگر خود به تنهایی یک کشور بود به پنجمین اقتصاد بزرگ قارهٔ آفریقا بدل می‌شد.

## جمعیت
در جمعیت ایالت بین سرشماری رسمی دولت فدرال نیجریه در سال ۲۰۰۶ و آمار بسیار بالاتر دولت ایالتی اختلاف است. طبق سرشماری رسمی سال ۲۰۰۶، این ایالت ۹٬۰۱۹٬۵۳۴ نفر جمعیت دارد.اما الان براساس سایت https://en.db-city.com/Nigeria--Lagos--Lagos جمعیت این کشور به بالای 21 میلیون نفر رسیده است.

## جغرافیا
ایالت لاگوس ۳٬۵۷۷ کیلومترمربع مساحت دارد. این ایالت از شمال با ایالت اوگون. در غرب با جمهوری بنین. در جنوب اقیانوس اطلس. ۲۲٪ از ۳٬۵۷۷ کیلومتر مربع مساحت ایالت، شامل تالاب و خور است.